# Pietat (Bouguereau)
Pietat (en italià: Pietà) és un quadre del pintor academicista francès William-Adolphe Bouguereau, realitzat el 1876, pintat a l'oli, que mesura 230 cm. per 148 cm.
És una representació de la Verge Maria sostenint el cadàver de Jesucrist moments després del seu davallament de la creu, un tema molt recurrent a l'art sacre, i conegut com a pietà.
L'obra formava part fins a 2010 de la col·lecció de l'actor estatunidenc Mel Gibson, que se la va vendre a través de la casa de subhastes Sotheby's, on fou adquirida per un col·leccionista privat per la quantitat de 2.770.000 de dòlars.

## Descripció
| « | L'obra retrata la Mare de Déu amb els ulls envermellits de plorar, que abraça Jesucrist; al seu voltant nou àngels expressen pena amb diferents gestos: Mostra el mort ajagut a la falda de la seva mare la Mare de Déu, la brillantor de les venes blaves contrasta amb la pal·lidesa blanca dels seus membres ja sense vida, els seus peus pengen per sobre d'un drap xop de sang al costat de la corona d'espines. | » |

## Detalls

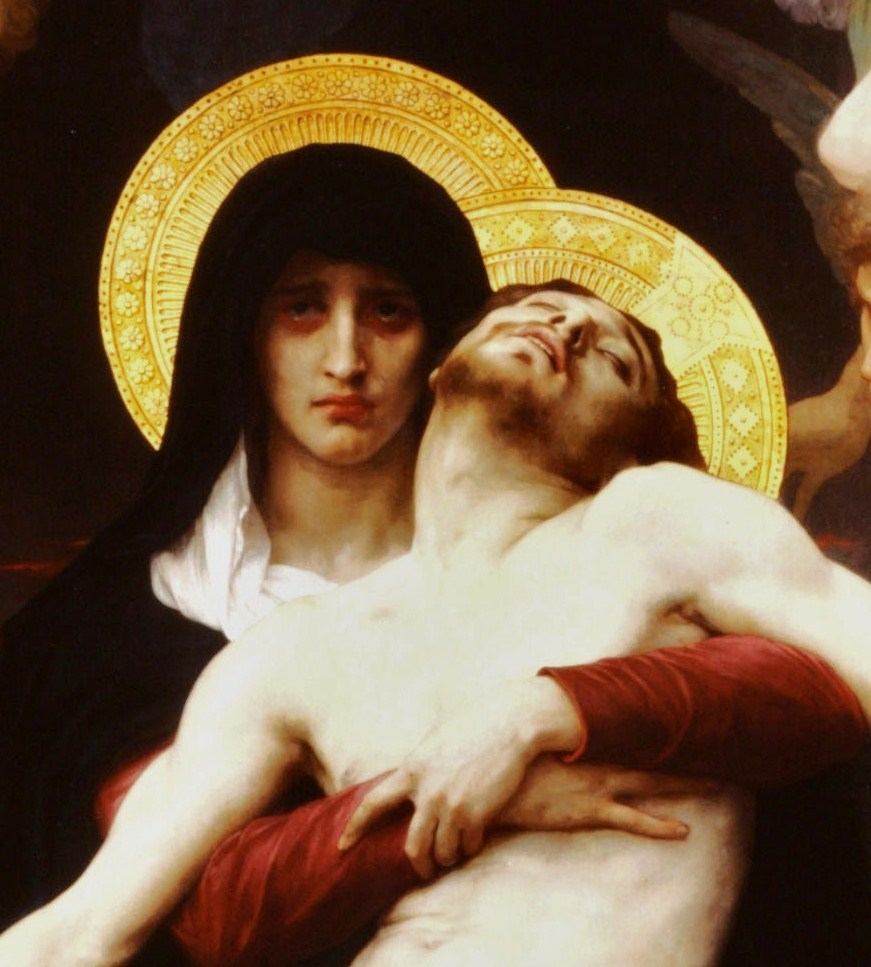
Detall de la Verge Maria i Jesucrist.
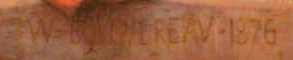
Signatura de William-Adolphe Bouguereau.
Signatura vectorizada.